# Roudnice nad Labem
Roudnice nad Labem (niem. Raudnitz an der Elbe) – miasto w Czechach, w kraju usteckim. Według danych z 31 grudnia 2003 powierzchnia miasta wynosiła 1 667 ha, a liczba jego mieszkańców 13 084 osób.
W mieście znajduje się stacja kolejowa Roudnice nad Labem.

## Nazwa
Nazwa Roudnice jest w języku czeskim rzeczownikiem rodzaju żeńskiego, a nie liczbą mnogą. Odmienia się według wzoru miękkiego: Roudnici w celowniku, bierniku, narzędniku i miejscowniku), stąd polska nazwa to Roudnica (dopełniacz Roudnicy, nie Roudnic).

## Gospodarka
W mieście rozwinął się przemysł odlewniczy, metalowy, chemiczny, szklarski oraz spożywczy.

## Demografia
| Rok             | 1970   | 1980   | 1991   | 2001   | 2003   |
| --------------- | ------ | ------ | ------ | ------ | ------ |
| Liczba ludności | 11 155 | 13 956 | 13 562 | 13 132 | 13 084 |

Źródło: Czeski Urząd Statystyczny

## Zabytki
W mieście znajduje się barokowy pałac, należący do czeskiej rodziny szlacheckiej Lobkovic, zbudowany w latach 1652–1684 na skalistym cyplu nad rzeką Łabą na miejscu wcześniejszego romańskiego zamku.